# 姊妹島
1°12′54″N 103°50′00″E / 1.21500°N 103.83333°E
姊妹島（Sisters' Islands）位於新加坡東南部的外海，由佔地約3.9公頃的「蘇巴勞島」（Pulau Subar Laut）及佔地約1.7公頃的「蘇巴達拉島」（Pulau Subar Darat）聯合組成。兩島之間由一道水流急窄的渠道分離，潮退時，則能涉水步過。

## 名字來源
「蘇巴勞島」（Pulau Subar Laut）是姊妹島中較大的島嶼，「蘇巴達拉島」（Pulau Subar Darat）是當中較小的島嶼。Pulau 在馬來語的意思是島；Subar Laut的意思是肥沃的海，而Subar Darat的意思是肥沃的土地。
相傳從前有一對感情很好的姊妹誓言彼此永不分離。就算要結婚，也要嫁給一對兄弟，才能在同一個夫家永遠住在一起。有一天其中一人被海盜強搶上海盜船拐走。被留下的那一人，拼命向船游去，結果淹死。在船上的姊妹看見了，傷心欲絕於是跳海自殺。第二天，村民看見海上出現了兩座島，因此把這兩座島稱作姊妹島。

## 現在的情況
姊妹島的海灘是新加坡民眾的天然的海浴場，適合野餐及露營。島上遍布礁石，水下有各種各樣的珊瑚、巨蚌、海馬及章魚川遊。「蘇巴勞島」(Pulau Subar Laut)有大群短尾猿生活。

## 外部連結
- 新加坡旅遊局
- 新加坡國家公園局（页面存档备份，存于）（英文）